# Гай Корнелій Цетег
Гай Корнелій Цетег (Gaius Cornelius Cethegus; близько 235 до н. е. — після 190 до н. е.) — політичний, державний та військовий діяч Римської республіки, консул 197 року до н. е., цензор 194 року до н. е.

## Життєпис
Походив з патриціанського роду Корнеліїв. 
У 201 році до н. е. шляхом плебісциту (голосуванням народних зборів) отримав призначення до Іспанії проконсулом на зміну Луцію Корнелію Лентулу. У 200 році до н. е. продовжував керувати провінцією, розбив військо іберійського племені седетанів. У цей час обраний курульним еділом на 199 рік до н. е. Повернувшись з провінції, розкішно відсвяткував Римські ігри.
Його обрано консулом на 197 рік до н. е. разом з Квінтом Мінуцієм Руфом. Після цього влаштував роздачі вина серед народу. Як провінцію отримав Італію, здобув перемогу над галльськими племенами інсубрів та кеноманів у Цізальпійській Галлії. Після цього відсвяткував тріумф над ними. Надалі звільнив римських колоністів Плаценції та Кремони, взятих галлами в полон.
У 194 році до н. е. його обрано цензором разом з Секстом Елієм Петом Катом. Спільно з колегою встановив окремі місця для сенаторів на іграх, назвав Публія Корнелія Сципіона Африканського принцепсом сенату. Під час своєї каденції провів люстр, виключив 3 осіб із сенату і кілька людей із стану вершників, відремонтував атрій Свободи і Громадську віллу. У цьому ж році освятив храм Юнони Соспіти, який сам побудував по обітниці, даної у 197 році до н. е. під час війни з галлами.
У 193 році до н. е. увійшов до складу посольства, спрямованого в Африку для вирішення спору про кордони між Карфагеном і Нумідією (щодо області навколо м. Емпорій). Посольство залишило питання невирішеним. Подальша доля Цетега невідома.